# Achron
Achron là một game chiến lược thời gian thực. Đây được coi là "trò chơi chiến lược siêu thời gian" đầu tiên (Chiến lược thời gian thực với du hành thời gian), đáng chú ý là trò chơi đầu tiên có du hành thời gian nhiều người chơi dạng tự do và các chủ đề về khái niệm như nghịch lý ông nội. Achron được phát hành vào ngày 29 tháng 8 năm 2011.

## Cốt truyện
Hàng trăm năm trong tương lai, con người đã bắt đầu đi xâm chiếm những thế giới khác, tuy nhiên họ lại phụ thuộc vào các hệ thống đẩy thông thường có thể mất hàng trăm năm để đến đích. Tất cả đã thay đổi khi tàn tích của người ngoài hành tinh được phát hiện trong hệ sao Remnant. Công nghệ hiện diện trong đống đổ nát đã dẫn đến sự phát triển của dịch chuyển tức thời. Trong một vài thập kỷ, tất cả các thuộc địa được liên kết bởi một mạng lưới các cổng, và các thuộc địa mới có thể được xây dựng trong thời gian ngắn hơn đáng kể. Tuy nhiên, con người không bao giờ bắt gặp một chủng tộc thông minh khác, cho đến khi liên lạc với thuộc địa biên giới đột nhiên dừng lại. Một số thuộc địa khác theo sau, và một hạm đội ngoài hành tinh khổng lồ đã được tìm thấy đang đặt chất thải cho một trong những thuộc địa. Một hạm đội khổng lồ được gọi đến hệ sao Remnant tới gặp những kẻ xâm lược, tuy nhiên họ nhanh trí hơn và giỏi chiến thuật hơn nên đã vượt qua mọi ngã rẽ bất chấp hỏa lực kém hơn của kẻ xâm lược và khi sự trừng phạt này làm phá vỡ nguồn cấp dữ liệu từ cổng Remnant trở nên tối tăm. Bị mắc kẹt ở phía bên kia của cánh cổng và là một trong những người sống sót, họ phải cùng nhau giải quyết những gì đã xảy ra và làm sáng tỏ những bí ẩn về cuộc xâm lược của người ngoài hành tinh và chính hệ sao Remnant.

## Lối chơi
Nhân tố chính trong Achron là việc sử dụng "đồng hồ bấm giờ" cho phép các thiết bị hoặc quân đội được vận chuyển đến một số trường hợp thời gian nhất định. Người chơi có thể đồng thời chơi trong quá khứ, hiện tại hoặc tương lai. Chỉ có một khoảng cách nhất định có thể được đi trong quá khứ. Sau một thời gian, sóng thời gian sẽ xảy ra, mang theo mọi thay đổi từ quá khứ đến hiện tại. Bởi vì những thay đổi không diễn ra ngay lập tức, điều đó mang lại cho người chơi cơ hội phản ứng với các động thái của đối thủ trước khi chúng không thể thay đổi và liên kết trực tiếp với hiện tại.
Chẳng hạn, nếu người chơi bị tấn công tại một điểm bất ngờ thì có thể du hành về quá khứ và di chuyển quân đội của mình tới nơi mà giờ mới biết cuộc tấn công sẽ xảy ra. Hoặc nếu người chơi tiến hành một trận chiến kết thúc trong thất bại thì có thể nhảy về quá khứ và ngăn trận chiến chưa bao giờ xảy ra. Điều đó nói rằng, đối thủ cũng có thể thay đổi tiến trình của các sự kiện để chống lại bất kỳ thay đổi nào trong lịch sử mà người chơi đã thực hiện. Toàn bộ các trận chiến cũng có thể diễn ra trong tương lai suy tưởng và người chơi có thể nhìn vào tương lai để biết kết quả hành động của mình sẽ ra sao. Bất kỳ đơn vị quân nào của đối thủ cũng có thể bị "nhiễm" nanites, cho phép người chơi kiểm soát và xem tầm nhìn của nó.
Ngoài ra, ngoài việc người chơi có thể xem và chỉ huy lực lượng của mình trong quá khứ và tương lai, các đơn vị riêng lẻ cũng có thể du hành xuyên thời gian, với một quá trình gọi là "chronoporting". Khi nó diễn ra, người chơi phải thận trọng để tránh "chronofragging" các đơn vị quân của mình - nghĩa là có các đơn vị xung đột với các trường hợp trước đó hoặc tương lai của chính mình (hoặc các đơn vị khác) sau khi du hành xuyên thời gian vì chúng chiếm cùng một không gian vật lý cùng lúc. Do đó, người chơi phải di chuyển các đơn vị quân của mình đến các không gian trống có chủ ý trong múi giờ muốn gửi đến để tránh điều này; mặt khác, kẻ yếu hơn của hai đơn vị cuối cùng bị phá hủy, với kẻ mạnh hơn sống sót nhưng nhận được thiệt hại nhất định. Tuy nhiên, nếu một trong các trường hợp của đơn vị quân ban đầu du hành thời gian không còn như vậy nữa, thì tất cả các trường hợp sau đơn vị quân đó sẽ không còn tồn tại.
Tài nguyên chính của trò chơi là chronoenergy. Nó tồn tại như một giới hạn cho sự can thiệp với thời gian. Việc ban hành các lệnh trong quá khứ tiêu tốn chronoenergy, để ngăn người chơi liên tục và không ngừng chống lại những thay đổi của người khác trong quá khứ và hoàn toàn xóa bỏ mọi lỗi lầm của mình. Càng đi sâu vào các sửa đổi trong quá khứ và các đơn vị được đưa ra lệnh càng nhiều thì chronoenergy sẽ có giá trị càng cao. Nó được tái tạo nhanh hơn khi người chơi đến gần hơn với hiện tại.
Chronoporting có thể dẫn đến nghịch lý ông nội. Để giải quyết vấn đề này, engine của trò chơi sẽ tự động chuyển đổi giữa hai kết quả có thể xảy ra cho đến khi một trong số chúng rơi ra khỏi ranh giới của dòng thời gian và cái còn lại trở thành kết quả tuyệt đối.
Có ba chủng tộc khác nhau, mỗi chủng tộc có khả năng khác nhau: Vecgir, có kỹ năng dịch chuyển tức thời, Grekim, chuyên gia du hành thời gian và con người, có lợi thế về hỏa lực. Có một bản đồ nhỏ để hướng dẫn, game yêu cầu cũng có một mốc thời gian để định hướng theo thời gian. Tất cả các cuộc tấn công xảy ra trong quá khứ hoặc trong tương lai đều được hiển thị trên dòng thời gian, cũng như thời điểm mà đối thủ hiện đang xem và quản lý.

## Phát triển
Năm 1999, Chris Hazard đã đưa ra một khái niệm trò chơi điện tử du hành thời gian trong một cuộc trò chuyện với người bạn của mình về tựa game Homeworld. Cuối cùng nó đã dẫn đến sự bắt đầu quá trình phát triển hai năm sau đó. Trong thời gian đó, kết luận rằng công nghệ hiện tại không đủ mạnh để xử lý nội dung theo kế hoạch. Dự án đã được khởi động lại vào khoảng năm 2006/2007, và Hazard đã đưa người bạn Mike Resnick của mình cùng hợp tác với nó. Họ phân chia các nhiệm vụ sản xuất trong khi làm việc toàn thời gian - Hazard mã hóa Resequence Engine nhằm vận hành game, trong khi Resnick tích hợp các sản phẩm nghệ thuật và thiết kế logic đơn vị quân. Achron đã sẵn sàng để được trình chiếu tại Hội nghị Nhà phát triển Game năm 2009. Mọi người kiểm thử game đều có thể sử dụng tùy chọn du hành thời gian ngay từ đầu, với lựa chọn thiết kế để từ từ giới thiệu cho người chơi cơ chế bằng cách để họ đối mặt với những tình huống ngày càng khó khăn hơn.
Achron được công bố vào ngày 9 tháng 3 năm 2009, và một bản phát hành đầy đủ đã được lên kế hoạch cho quý đầu tiên của năm 2011. Kế hoạch phát hành cho phép khách hàng đặt hàng trước tiếp cận các phiên bản alpha và beta của trò chơi, cũng như các tính năng được phát triển sau này như chỉnh sửa cấp độ. Nhiều người chơi đã được thêm vào ngày 15 tháng 2 năm 2010 và giải đấu chính thức đầu tiên được tổ chức vào tháng 3 năm 2010. Trò chơi được phát hành vào ngày 29 tháng 8 năm 2011.

## Đón nhận
Achron nhận được nhiều ý kiến trái chiều từ giới phê bình. Nó phân cực nhiều nhà phê bình, nhận được điểm số cao tới 9/10 và thấp nhất là 3/10. Trên Metacritic nó có số điểm 54/100 dựa trên các đánh giá từ 11 nhà phê bình. Game đoạt giải Best Original Game Mechanic từ GameSpot vào năm 2011. Trò chơi nhận được những lời chỉ trích vì đồ họa và khả năng tìm đường kém.